# Mòbilcat
Mòbilcat fou un operador mòbil virtual català llançat el 2013 i amb seu a la Selva del Camp, que va operar en el mercat de telefonia mòbil. Va pertànyer a la societat limitada Telecomunicaciones Mediterranea Baix Camp. Va ofereir servei de telefonia mòbil i dades amb sistema de prepagament per a números nous o de portabilitat. Tota la seva comunicació amb l'usuari es realitzava en llengua catalana, tant la comunicació escrita com l'atenció al client. La seva activitat mitjançant informació a Twitter va parar el 2015.